# Acronicta longa
Acronicta longa är en fjärilsart som beskrevs av Achille Guenée 1852. Acronicta longa ingår i släktet Acronicta och familjen nattflyn. Inga underarter finns listade i Catalogue of Life.